# Aci Bonaccorsi
Pour les articles homonymes, voir Bonaccorsi.
Aci Bonaccorsi (Jaci Bonaccossi, Aci Bonaccossi ou Bunaccursi en sicilien) est une commune de la province de Catane dans la région Sicile en Italie.

## Monuments et lieux d'intérêts

### Architecture religieuse
- Église Santa Maria dell'Indirizzo[2]
- Église Sant'Antonio Abate[3]
- Église di Santa Lucia[4]
- Église Santa Maria delle Grazie[5]
- Sanctuaire Maria Santissima Ritornata[6]

### Architecture civile
- Le Théâtre municipal inauguré le 29 février 2004 a une capacité de 350 places[7].

## Administration
| Période                                  | Période | Identité | Étiquette | Qualité |
| ---------------------------------------- | ------- | -------- | --------- | ------- |
|                                          |         |          |           |         |
| Les données manquantes sont à compléter. |         |          |           |         |

### Communes limitrophes
Aci Sant'Antonio, San Giovanni la Punta, Valverde, Viagrande